# Британия Железного века

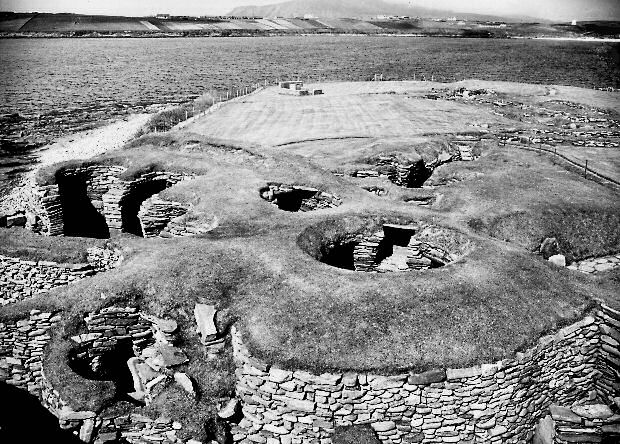
Колесообразные дома в Ярлсхофе, Шетландские острова — типичные сооружения британского железного века

В период поздней бронзы и раннего железа (800—700 годов до н. э.) начинается переселение с континента на территорию Британии кельтов гальштатской и латенской культур, связанное именно с приходом туда железного века, однако Дж. Уодделл, Барри Канлифф (сторонник неосновной анатолийской гипотезы о прародине индоевропейцев) и ряд других археологов приводят свидетельства того, что миграция в Британию носителей языков гойдельской ветви могла иметь место ещё в эпоху ранней бронзы, то есть до гальштатской культуры, тогда как приход железного века связан с носителями языков бриттской ветви, однако наиболее распространённой является точка зрения, относящая происхождение кельтов к гальштатской культуре.

## Бритты накануне римского завоевания
За кельтизированным населением Британии утвердилось условное название «бритты» (носители гойдельских языков, также принадлежавших к кельтской группе, были вытеснены в Ирландию). Название «бритты» было унаследовано у местного населения, пиктов, и происходит от их самоназвания Pryden.
Накануне римского завоевания бритты находились уже на стадии разложения первобытно-общинного строя и зарождения элементов классового общества. О росте социального неравенства свидетельствовало выделение родовой и военной знати, а также существование патриархального рабства. У бриттов были развиты скотоводство и земледелие; они применяли тяжёлый колёсный плуг, ручную мельницу, гончарный круг, обрабатывали шкуры животных, занимались ткачеством, разрабатывали рудники, вели торговлю с приезжавшими с континента купцами. Племена бриттов объединялись иногда в племенные союзы во главе с военными предводителями («королями»). Из некоторых племенных центров позже выросли римские и средневековые города: Камулодун (ныне Колчестер), Эборак (ныне Йорк), Лондиний (ныне Лондон) и др.

## Британия у древних историков
Цезарь является первым римским писателем, давшим более или менее полное описание Британии; до него встречаются лишь краткие сведения у греческих писателей, которые имели, по-видимому, смутное понятие об этой стране. Самое раннее известие о Британии мы находим у Геродота (450 г. до н. э.), упоминающего об Оловянных островах (Касситеридах). Под ними нужно, кажется, подразумевать острова Силли и Корнуолл, которые, по-видимому, были известны финикийским мореплавателям уже за несколько сот лет до н. э. Название Британские острова встречается впервые у Аристотеля (IV в. до н. э.), «За Геркулесовыми столбами (Гибралтаром), — говорит он, — океан обтекает вокруг земли и на нём находятся два очень больших острова, называемых Британскими (βρετανικαί λεγομεναι), Альбион и Иерне, лежащие за областью кельтов». Слово Британия, как название большего из этих островов, встречается впервые у Цезаря. Происхождение слова неизвестно. Из многочисленных предположений на этот счёт наиболее правдоподобно то, которое производит это слово от корня brith (раскрашенный), как намёк на то, что бритты раскрашивали себе тело вайдой (особая растительная краска). Более того, само название «бритты» кельтские пришельцы заимствовали у местного населения, пиктов, латинское название которых (Picti) также означает «раскрашенные».

## Кельты
Первыми обитателями Британии, о которых мы имеем более или менее точные сведения, являются кельты, служившие передовыми полчищами великого переселения народов. На основании памятников, встречающихся в стране, можно, однако, предположить, что до кельтов в Британии обитал какой-то народ, не принадлежавший к носителям индоевропейских языков. Племя кельтов делится на две ветви — гаелов и кимвров. К первым принадлежат ирландцы и шотландские горцы, ко вторым — валлийцы и обитатели Бретани, а также древние галлы, язык которых ясно показывает, что они принадлежали к кимврам, а не к гаелам.

## Цезарь о кельтах
Из сведений наших о кельтах, населявших Британию, самыми ранними являются те, которые мы находим у Гая Юлия Цезаря. Вот что он пишет о них: «Внутренняя часть Британии населена племенем, которое считается аборигенами этой страны, а побережье населено пришельцами из Бельгии, явившимися сюда с целью грабежа и оставшимися здесь навсегда. Вместо денег они употребляют куски железа или меди определённого веса. Олово добывается внутри страны, железо по побережью, но в небольшом количестве, медь вся ввозится извне. Лес такой же, что в Галлии, кроме бука и пихты. Климат умереннее, чем в Галлии». После краткого географического описания острова, Цезарь говорит об обитателях: «Самыми образованными являются обитатели Кантиума (Кента); обычаи их мало отличаются от галльских. Жители внутренней части острова в основном не занимаются земледелием, а питаются молоком и мясом и одеваются в звериные шкуры. Все бритты раскрашивают себе тело 
вайдой (синяя растительная краска), чтобы устрашить неприятеля в битве. Они носят длинные волосы и бреют себе всё тело, кроме усов» (Цезарь, «Записки о Галльской войне», кн. V, 12—14).

## Религия бриттов
О религии бриттов мы можем судить по тому месту, где Цезарь говорит о друидизме в Галлии. Мы имеем полное основание делать это, так как Цезарь говорит, что религиозные верования галлов заимствованы ими из Британии и что все желавшие подробно изучить эти верования отправлялись с этою целью именно в Британию. Упомянув о трёх главных классах у галлов — рабах, друидах и воинах, Цезарь переходит к характеристике друидов: «Друиды — жреческое сословие, на обязанности которого лежит вся религиозная сторона жизни. Они являются также судьями во всех почти спорах и тяжбах и распределяют награды и наказания. Лица, не желающие подчиниться их решению, лишаются права участвовать в жертвоприношениях, то есть исключаются из общества. Друиды избавлены от военной службы и от всех налогов. Основное учение друидов состоит в том, что души людей не умирают вместе с телом, а переселяются в другие тела» (Ibidem, кн. VI, 13—14). Эти краткие данные о друидизме, самые ранние по времени, служат краеугольным камнем для всех новейших исследований и теорий. В политическом отношении Британия представляла собой союз нескольких независимых друг от друга колен или родов; главенство в союзе принадлежало тому колену, которое в данное время было сильнее прочих.